# Piège à cailloux

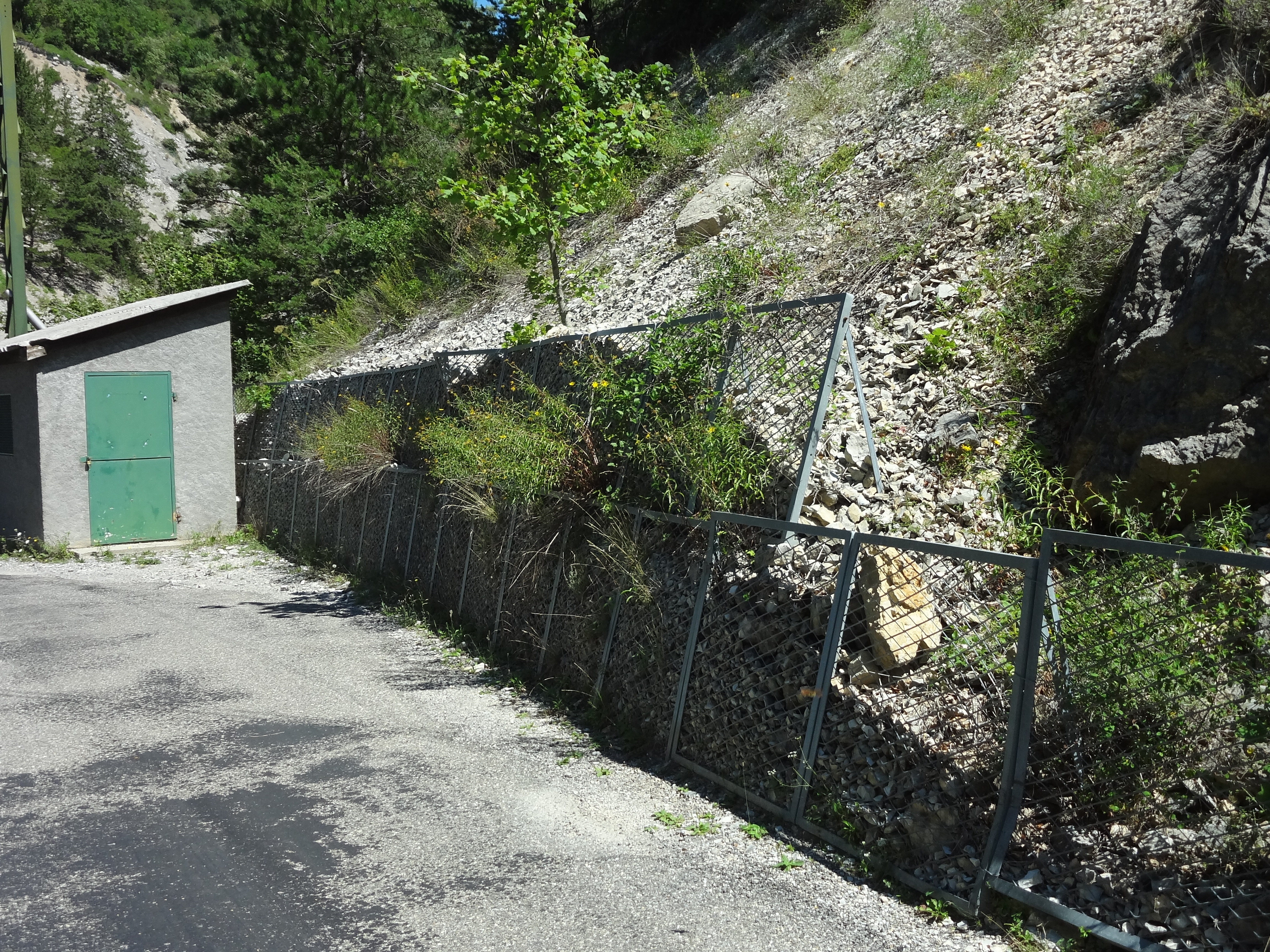
Piège à cailloux par grilles au bord d'une route secondaire de Provence (Bayons, Alpes-de-Haute-Provence).

Le piège à cailloux est une technique de sécurisation des lieux habités et des voies de passages dans les zones montagneuses.
Il s'agit d'un système de captage des cailloux et rochers dévalant les pentes abruptes permettant de les bloquer en pied de pente sans rebond.[Comment ?]
Il présente plusieurs avantages :
- les travaux de creusement ne perturbent pas l'écoulement hydraulique ;
- l'impact visuel est réduit, voire nul, facilité par la présence de la forêt ;
- l'acquisition des terrains nécessaires à la réalisation des travaux est réduite car dans des zones en général impropres aux activités agricoles et pastorales et éloignées des habitations ;
- le produit de l'exploitation ou de la vente des matériaux tombés permet, au bout d'un certain nombre d'années, d'équilibrer le coût initial de la réalisation.

La construction d'ouvrages de grande taille peut se faire par enrochement avec des blocs calibrés ou par l'utilisation de pneus de poids lourds. Ces derniers sont assemblés côte à côte et montés en quinconce après remplissage avec des agrégats de construction. À chaque niveau de couche le passage du rouleau compresseur permet de densifier l'ouvrage. 
Des dispositifs plus légers utilisent des filets, des grilles, des madriers, des caissons de béton empilés.